# Lightmap
Lightmap é um mapa bidimensional (textura) que representa a incidência da de um conjunto de fontes luminosas em uma cena tridimensional. Este mapa é utilizado para acelerar a renderização de uma cena 3D, recurso muito utilizado em jogos de computadores. Quake foi o primeiro jogo a empregar esta técnica.

## História
O Quake de John Carmack foi o primeiro jogo de computador a usar lightmaps para aumentar a Scanline rendering.